# Canucha
Canucha là một chi bướm đêm thuộc phân họ Drepaninae.

## Hình ảnh

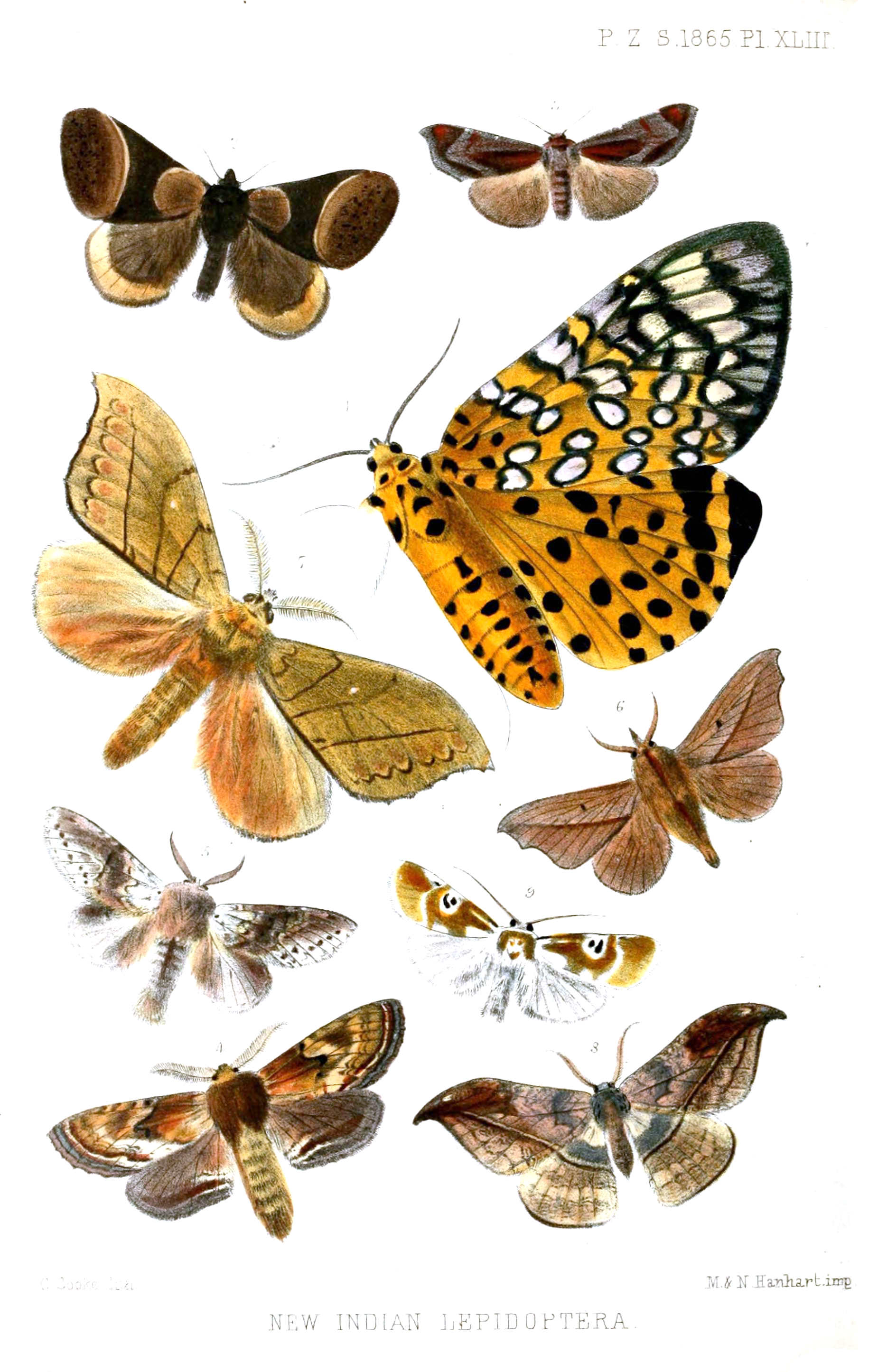